# Kunangan (Maro Sebo)
Kunangan is een bestuurslaag in het regentschap Muaro Jambi van de provincie Jambi, Indonesië. Kunangan telt 1085 inwoners (volkstelling 2010).